# Зоотерапія

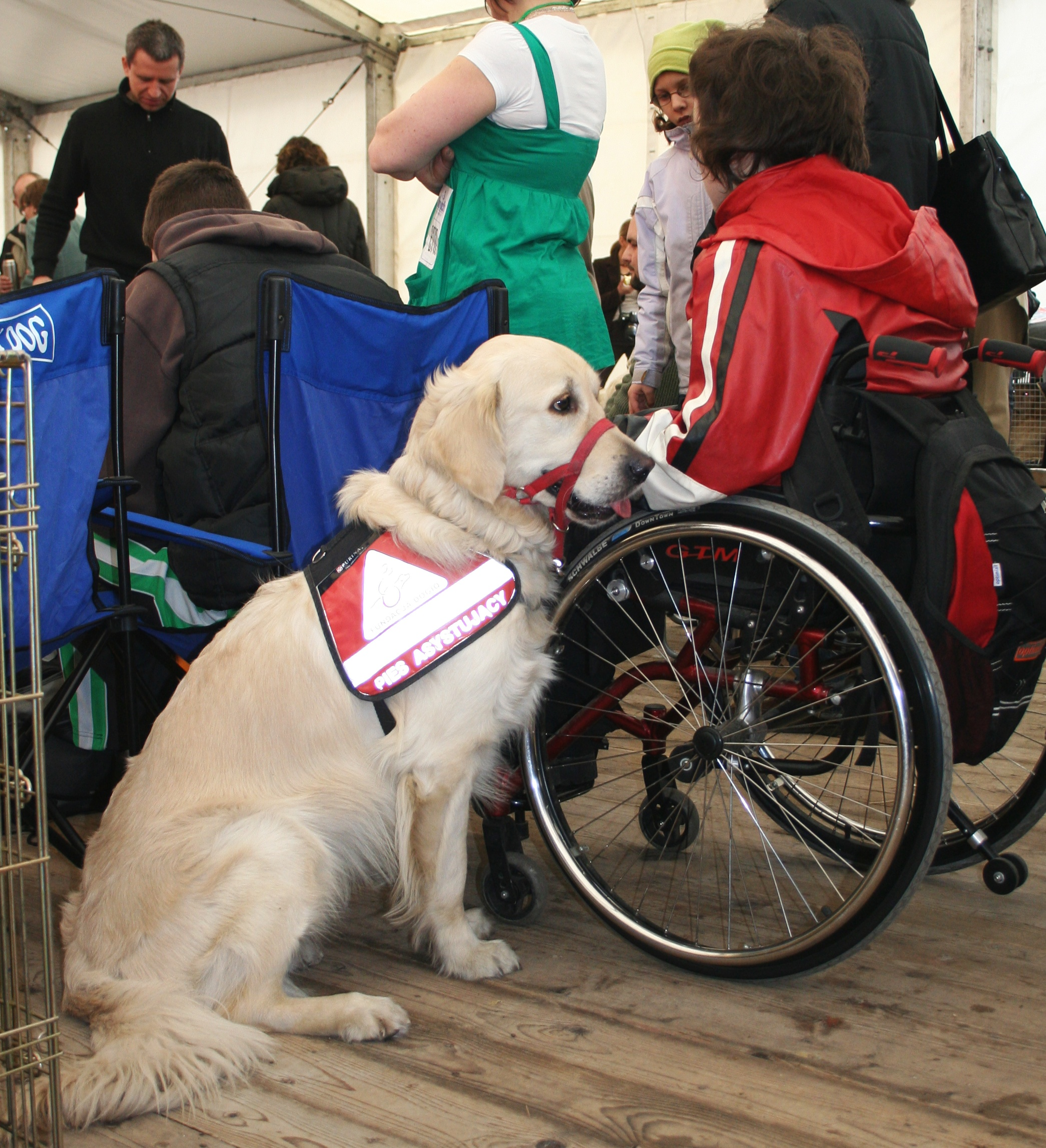
Зоотерапія

Зоотерапія або анімалотерапія (від лат. animal — тварина) є одним з видів терапії, що охоплює використання тварин, як засіб лікування. Мета такої терапії полягає у поліпшенні соціальних, емоційних, або когнітивних функцій пацієнта. Прихильники стверджують, що тварини можуть бути корисні для навчання та збільшують мотивацію до життя її учасників. Терапевт, який приносить із собою домашню тварину може виконувати роль посередника між твариною і пацієнтом, вказуючи на безпечність тварини. Тварини, що використовуються в терапії можуть бути домашніми, сільськогосподарськими або навіть морськими ссавцями (наприклад, дельфіни). Широке поширення анімалотерапія знайшла в західних країнах. У США існує міжнародна організація терапії тваринами (Pet Therapy International [Архівовано 19 лютого 2014 у Wayback Machine.]).

## Історія
Гіппократ в 5 столітті до н.е. звернув увагу на те, як впливає на людину навколишня природа. Він був упевнений у великій користі лікувальної верхової їзди. Близько 3 000 років тому стародавні греки помітили здатність собак допомагати людям справлятися з різними недугами. Єгиптяни використовували з цією метою в основному кішок. У Стародавній Індії велике значення надавали прослуховуванню пташиного співу.  [Архівовано 19 лютого 2014 у Wayback Machine.]
Окремою дисципліною зоотерапії є каністерапія (від лат.  canis - собака), лікування хворих за допомогою собак. Основні принципи анімалотерапії сформульовані на основі каністерапії.
Історія каністерапії йде корінням в 1790 рік, коли в англійському графстві Йоркшир було створено товариство друзів, що заснували лікарню для душевнохворих. Засновник лікарні Вільям Тьюк і його сподвижники замінили традиційний для того часу метод лікування психічнохворих за допомогою гальмівних сорочок і ліків на християнські принципи співчуття, любові, розуміння і довіри, в лікуванні стали застосовувати собак. Лікарі відзначали позитивний вплив тварин на хворих, у них знизилася агресія і частота нападів  [Архівовано 2 березня 2014 у Wayback Machine.]

## Види зоотерапії
Розрізняють направлену (використання спеціально навчених тварин за розробленими терапевтичним програмами) і ненаправлену (взаємодія з тваринами в домашніх умовах). Направлену анімалотерапію поділяють в залежності від того, які саме тварини використовуються в анімалотерапії.

### Іпотерапія
Іпотерапія (від грецького слова «гіппос» — кінь) — метод лікування, заснований на взаємодії людини зі спеціально навченим конем, адаптованим до можливостей хворого в опануванні верхової їзди.

### Каністерапія
Каністерапія (від лат. canis — собака) — терапія з використанням собак; є одним з найбільш популярних видів анімалотерапії через свою доступність і соціальної поведінки тварин. Застосовується як допоміжна психотерапевтична методика при роботі з пацієнтами, які важко йдуть на контакт, допомагає розвитку емоційних, розумових здібностей, а також розвитку рухових функцій. Каністерапію застосовують для поліпшення стану дітей хворих аутизмом, синдромом Дауна, церебральним паралічем (ДЦП), чи олігофренією. У дітей поліпшується координація рухів, зменшується спастичність, поліпшується пам'ять.

### Дельфінотерапія
Дельфінотерапія, метод лікування, заснований на спілкуванні з дельфінами. Прибічники терапії вважають, що спілкування з дельфінами допомагає стабілізувати психоемоційний стан людини, зняти психологічне напруження, пацієнт заспокоюється, швидко знаходить вихід із кризової ситуації.
Однозначного висновку, щодо ефективності чи не ефективності дельфінотерапії, не зважаючи на заяви станом на 2021 р не має. 2008 року була перша спроба наукового дослідження даного питання, але однозначних висновків не було.
Є питання щодо фінансової складової даного виду терапії та щодо гуманного повадження з тваринами.
Дельфінотерапію іноді використовують з метою психологічної реабілітації для людей, що потрапили в екстремальні умови: пережили землетруси, урагани, аварії чи інший сильний стрес.
У 2005 році створено Міжнародний Інститут Дельфінотерапії (англ. International Institute Of The Dolphin Therapy). В Інституті розроблена перша офіційна програма дельфінотерапії (англ. Dolphin Assisted Therapy (DAT)), а також отриманий патент на «Спосіб лікування ультразвуковою терапією за допомогою контрольованого випромінювання сонара дельфіна»[джерело?]. Принцип лікування сонофорезом заснований на ультразвуковому впливі дельфіна. Фізіологічний ефект лікування за допомогою ультразвуку характеризується значущими змінами в біоелектричної активності мозку

### Терапія рептиліями
Терапія рептиліями — терапія з використанням рептилій (в основному змій). Масаж тіла зміями — новий вид анімалотерапії, завойовує популярність у всьому світі. Крім шансу позбутися боязні змій, такий масаж дає унікальний розслаблювальний ефект, що дозволяє значно поліпшити стан організму при багатьох захворюваннях хребта, а також м'язових напругах.

### Фелінотерапія
Фелінотерапія (лат. felis — кішка) — це методи профілактики та лікування різних захворювань за допомогою контактів з кішками. Як з'ясували лікарі-терапевти Англії та США, що працювали в спеціалізованих клініках для розумово відсталих дітей, кішки надають серйозну допомогу людям з психічними захворюваннями, серцевими розладами, ушкодженнями мозку і навіть сприяють повному зціленню залежних від алкоголю і наркотиків  [Архівовано 12 березня 2014 у Wayback Machine.]. Люди з порушеннями психіки сприймають присутність кішки без найменшого роздратування. Спілкування з кішками показані при депресії, неврозах, маніях і шизофренії. Кішка, по суті, не робить нічого незвичайного, вона просто лащиться до хворого, лиже йому руки, обличчя. Її тепло, розслаблювальне мурчання дозволяють пацієнтові розслабитися.

### Апітерапія
Апітерапія — лікування бджолиною отрутою (не рекомендується людям з алергічними реакціями). Бджолина отрута є потужним каталізатором фізіологічних процесів. Одна його крапля містить 18 з 20 обов'язкових амінокислот, неорганічні кислоти, безліч хімічних елементів і вітамінів.